# Елізабет Браунрігг
Елізабет Браунрігг (англ. Elizabeth Brownrigg; 1720 — 13 вересня 1767) — британська злочинниця й акушерка, страчена за вбивство з особливою жорстокістю дівчинки-сироти.

## Життєпис
Народилася в 1720 році в небагатій родині. Ще підліткою вступила в шлюб з водопровідником Джеймсом Браунріггом. Народила від нього 16 дітей, з яких померли 13. У 1765 році з чоловіком і сином переїхала до Лондона, і родина стала заможною: чоловік добре заробляв, Елізабет стала повитухою. Браунрігги вважалися порядними людьми у місті. 
Незабаром Елізабет доручили виховати сиріт-дівчаток, щоб вони стали служницями. Оскільки за долями дітей ніхто не стежив, Браунрігг була необмежена в діях. Серед підопічних була дівчинка Мері Джонс, яка незабаром утекла від господині та потрапила у виховний будинок. Там вона розповіла, що місіс Браунрігг роздягала її догола, прив'язувала до труби й била батогом. Потім занурювала її голову у відро з крижаною водою.
Після медичного обстеження Мері опікунська рада зробила попередження Джеймсу, щоб він стежив за поведінкою дружини. Згодом під опіку Браунрігг потрапили ще дві дівчинки. Катування дівчаток тривали досить довго, поки влада звернула на них увагу. Одну з дівчаток госпіталізували, після чого вона розповіла про жахи, які відбуваються в будинку Браунріггів; допомогти дівчинці було неможливо, й вона померла від ран. Елізабет Браунрігг, її чоловіка Джеймса і їх сина Джона заарештували і ув'язнили на Вуд-стріт. 
Браунрігг з чоловіком відразу ж втекли, замаскувалися і вирушили у Вандуорт, де зняли кімнату у торговця свічками, містера Дунбар. Але Дунбар незабаром прочитав статтю в газеті про розшук підозрюваних у вбивстві, звернувся до поліцейських і незабаром їх знову заарештували.  
Судили за вбивство всю родину, проте стратили тільки Елізабет, а її чоловіка і сина визнали спільниками, тому засудили лише до 6 місяців тюремного ув'язнення. 
Елізабет Браунрігг повісили 17 вересня 1767 р. Її тіло віддали для хірургічного розтину за тодішнім звичаєм. Скелет вивісили в Асоціації Хірургів.